# Sport Club
Lo Sport Club era un edificio in una architettura eclettica  di gusto gotico-orientaleggiante. Si trovava in via Sant'Euplio 168 a Catania, in Sicilia.  L'edificio era stato costruito nel 1913 in un linguaggio eclettico (eclettismo-liberty catanese) in stile neo-moresco dall'architetto Francesco Fichera. L'edificio fu demolito nel 1956 o 1957 per dare spazio al palazzo dell'Azienda Metropolitana Trasporti.